# Rajd Halkidiki 1983
Rajd Halkidiki 1983 (8. Halkidiki Rally) – 8 edycja rajdu samochodowego Rajd Elpa rozgrywanego w Grecji. Rozgrywany był od 23 do 25 sierpnia 1983 roku. Była to trzydziesta runda Rajdowych Mistrzostw Europy w roku 1983 (rajd miał najwyższy współczynnik - 4) i dziesiąta runda Rajdowych Mistrzostw Grecji. Składał się z 24 odcinków specjalnych.

## Klasyfikacja rajdu
| Miejsce                      | Kierowca                     | Pilot                        | Samochód                     | Czas                         | Strata                       |                              |
| Klasyfikacja generalna i ERC | Klasyfikacja generalna i ERC | Klasyfikacja generalna i ERC | Klasyfikacja generalna i ERC | Klasyfikacja generalna i ERC | Klasyfikacja generalna i ERC | Klasyfikacja generalna i ERC |
| ---------------------------- | ---------------------------- | ---------------------------- | ---------------------------- | ---------------------------- | ---------------------------- | ---------------------------- |
| 1.                           | Tonino Tognana               | Massimo De Antoni            | Lancia 037 Rally             | 4:55:28                      | 0.0                          |                              |
| 2.                           | Shekhar Mehta                | Yvonne Mehta                 | Nissan 240RS                 | 5:08:52                      | +13:24                       |                              |
| 3.                           | Andrea Zanussi               | Sergio Cresto                | Lancia 037 Rally             | 5:13:32                      | +18:04                       |                              |
| 4.                           | Alexandros Maniatopoulos     | Tonia Pavli                  | Renault 5 Turbo              | 5:19:39                      | +24:11                       |                              |
| 5.                           | René Defour                  | Charley Pasquier             | Talbot Samba Rallye          | 5:32:48                      | +37:20                       |                              |
| 6.                           | Manolis Panagiotopoulos      | Nikos Generalis              | Toyota Starlet               | 5:38:36                      | +43:08                       |                              |
| 7.                           | Radoslav Petkov              | Nikolay Monchev              | Porsche 911 SC               | 5:42:17                      | +46:49                       |                              |
| 8.                           | Jean-Louis Le Dentu          | Josette Almecija             | Talbot Samba Rallye          | 5:49:56                      | +54:28                       |                              |
| 9.                           | Andreas Papatriantafillou    | Konstantinos Stefanis        | Toyota Corolla               | 5:50:32                      | +55:04                       |                              |
| 10.                          | Vassilis Polito              | Athanasios Papageorgiou      | Nissan 160J                  | 5:54:38                      | +59:10                       |                              |